# Kabinett Merkel III
Das Kabinett Merkel III war das 22. Regierungskabinett der Bundesrepublik Deutschland. Der am 22. September 2013 gewählte 18. Deutsche Bundestag konstituierte sich am 22. Oktober 2013 und wählte in seiner vierten Sitzung am 17. Dezember 2013 die bereits seit dem 22. November 2005 als Bundeskanzlerin amtierende Angela Merkel mit 462 Ja-Stimmen, 150 Nein-Stimmen und 9 Enthaltungen im ersten Wahlgang zur Bundeskanzlerin einer großen Koalition aus CDU/CSU und SPD. Zuvor hatte eine Abstimmung unter allen Mitgliedern der SPD den Koalitionsvertrag mit 75,96 Prozent der gültigen Stimmen bestätigt. Merkel und die von ihr vorgeschlagenen Bundesminister wurden am 17. Dezember 2013 von Bundespräsident Joachim Gauck ernannt und vor dem Bundestag vereidigt.
Die geänderten Zuständigkeiten der Ministerien ergaben sich aus dem Organisationserlass der Bundeskanzlerin vom 17. Dezember 2013 (BGBl. I S. 4310). Vor der Bundestagswahl und während der Koalitionsverhandlungen etablierte sich in der Medien- und Alltagssprache als Abkürzung für Große Koalition der Begriff GroKo, der schließlich zum Wort des Jahres gewählt wurde.
Am 24. Oktober 2017, einen Monat nach der Bundestagswahl 2017, wurde die Bundesregierung von Bundespräsident Frank-Walter Steinmeier entlassen; sie blieb – so lange wie keine zuvor – bis zur Ernennung einer neuen Regierung am 14. März 2018 geschäftsführend im Amt.

## Abstimmung im Bundestag
| Wahlgang                                                      | Kandidatin      | Kandidatin          | Stimmen    | Stimmenzahl | Anteil | Koalitionspartei(en) | Koalitionspartei(en) | Koalitionspartei(en) | Koalitionspartei(en) |
| ------------------------------------------------------------- | --------------- | ------------------- | ---------- | ----------- | ------ | -------------------- | -------------------- | -------------------- | -------------------- |
| 1. Wahlgang                                                   |                 | Angela Merkel (CDU) | Ja-Stimmen | 462         | 73,2 % |                      |                      |                      | CDU/CSU, SPD         |
| 1. Wahlgang                                                   | Nein-Stimmen    | Angela Merkel (CDU) | 150        | 23,8 %      |        |                      |                      |                      | CDU/CSU, SPD         |
| 1. Wahlgang                                                   | Enthaltungen    | Angela Merkel (CDU) | 9          | 1,4 %       |        |                      |                      |                      | CDU/CSU, SPD         |
| 1. Wahlgang                                                   | Ungültig        | Angela Merkel (CDU) | 0          | 0,0 %       |        |                      |                      |                      | CDU/CSU, SPD         |
| 1. Wahlgang                                                   | nicht abgegeben | Angela Merkel (CDU) | 10         | 1,6 %       |        |                      |                      |                      | CDU/CSU, SPD         |
| Damit wurde Angela Merkel wieder zur Bundeskanzlerin gewählt. |                 |                     |            |             |        |                      |                      |                      |                      |

## Kabinett
| Amt oder Ressort                                                      | Bild | Name                                                 | Partei                                                                                  | Partei | Parlamentarische Staatssekretäre bzw. Staatsminister | Partei | Partei |
| --------------------------------------------------------------------- | --- | ---------------------------------------------------- | --------------------------------------------------------------------------------------- | ------ | --- | ------ | ------ |
| Bundeskanzlerin                                                       | | Angela Merkel (* 1954)                               |                                                                                         | CDU    | Helge Braun Bürokratieabbau und bessere Rechtsetzung, Bund-Länder-Beziehungen Monika Grütters Kultur und Medien |        | CDU    |
| Bundeskanzlerin                                                       | Aydan Özoğuz Migration, Flüchtlinge und Integration | Angela Merkel (* 1954)                               |                                                                                         | CDU    | SPD |        |        |
| Stellvertreter der Bundeskanzlerin                                    | | Sigmar Gabriel (* 1959)                              |                                                                                         | SPD    | |        |        |
| Auswärtiges                                                           | | Frank-Walter Steinmeier (* 1956) bis 27. Januar 2017 |                                                                                         | SPD    | Maria Böhmer Auswärtige Kultur- und Bildungspolitik |        | CDU    |
| Auswärtiges                                                           | | Sigmar Gabriel ab 27. Januar 2017                    | Michael Roth Europa                                                                     | SPD    | | SPD    |        |
| Inneres                                                               | | Thomas de Maizière (* 1954)                          |                                                                                         | CDU    | Günter Krings Ole Schröder |        | CDU    |
| Justiz und Verbraucherschutz                                          | | Heiko Maas (* 1966)                                  |                                                                                         | SPD    | Ulrich Kelber Verbraucherschutz Christian Lange |        | SPD    |
| Finanzen                                                              | | Wolfgang Schäuble (1942–2023) bis 24. Oktober 2017   |                                                                                         | CDU    | Steffen Kampeter bis 3. Juli 2015 Michael Meister Jens Spahn ab 3. Juli 2015 |        | CDU    |
| Finanzen                                                              | Peter Altmaier (* 1958) ab 24. Oktober 2017, kommissarisch |                                                      |                                                                                         | CDU    | Steffen Kampeter bis 3. Juli 2015 Michael Meister Jens Spahn ab 3. Juli 2015 |        | CDU    |
| Wirtschaft und Energie                                                | | Sigmar Gabriel bis 27. Januar 2017                   |                                                                                         | SPD    | Uwe Beckmeyer Maritime Wirtschaft Iris Gleicke Neue Bundesländer, Mittelstand und Tourismus Brigitte Zypries Luft- und Raumfahrt bis 27. Januar 2017 Dirk Wiese ab 27. Januar 2017                                                   |        | SPD    |
| Wirtschaft und Energie                                                | Brigitte Zypries (* 1953) ab 27. Januar 2017 |                                                      |                                                                                         | SPD    | Uwe Beckmeyer Maritime Wirtschaft Iris Gleicke Neue Bundesländer, Mittelstand und Tourismus Brigitte Zypries Luft- und Raumfahrt bis 27. Januar 2017 Dirk Wiese ab 27. Januar 2017                                                   |        | SPD    |
| Arbeit und Soziales                                                   | | Andrea Nahles (* 1970) bis 28. September 2017        |                                                                                         | SPD    | Anette Kramme Gabriele Lösekrug-Möller |        | SPD    |
| Arbeit und Soziales                                                   | Katarina Barley (* 1968) ab 28. September 2017, kommissarisch |                                                      |                                                                                         | SPD    | Anette Kramme Gabriele Lösekrug-Möller |        | SPD    |
| Ernährung und Landwirtschaft                                          | | Hans-Peter Friedrich (* 1957) bis 17. Februar 2014   |                                                                                         | CSU    | Peter Bleser Maria Flachsbarth |        | CDU    |
| Ernährung und Landwirtschaft                                          | Christian Schmidt (* 1957) ab 17. Februar 2014 |                                                      |                                                                                         | CSU    | Peter Bleser Maria Flachsbarth |        | CDU    |
| Verteidigung                                                          | | Ursula von der Leyen (* 1958)                        |                                                                                         | CDU    | Ralf Brauksiepe Politik, Planung, Führung Streitkräfte, Strategie und Einsatz, Haushalt und Controlling Markus Grübel Ausrüstung, Informationstechnik und Nutzung, Recht, Personal, Infrastruktur, Umweltschutz und Dienstleistungen |        | CDU    |
| Familie, Senioren, Frauen und Jugend                                  | | Manuela Schwesig (* 1974) bis 2. Juni 2017           |                                                                                         | SPD    | Elke Ferner Caren Marks |        | SPD    |
| Familie, Senioren, Frauen und Jugend                                  | Katarina Barley ab 2. Juni 2017 |                                                      |                                                                                         | SPD    | Elke Ferner Caren Marks |        | SPD    |
| Gesundheit                                                            | | Hermann Gröhe (* 1961)                               |                                                                                         | CDU    | Ingrid Fischbach Annette Widmann-Mauz |        | CDU    |
| Verkehr und digitale Infrastruktur                                    | | Alexander Dobrindt (* 1970) bis 24. Oktober 2017     |                                                                                         | CSU    | Dorothee Bär Güterverkehr und Logistik |        | CSU    |
| Verkehr und digitale Infrastruktur                                    | | Christian Schmidt ab 24. Oktober 2017, kommissarisch | Enak Ferlemann Katherina Reiche bis 4. Februar 2015 Norbert Barthle ab 11. Februar 2015 | CSU    | | CDU    |        |
| Umwelt, Naturschutz, Bau und Reaktorsicherheit                        | | Barbara Hendricks (* 1952)                           |                                                                                         | SPD    | Florian Pronold Bau und Stadtentwicklung Rita Schwarzelühr-Sutter Naturschutz, Klimaschutz, Reaktorsicherheit, Immissionsschutz, Umwelt & Gesundheit und Chemikaliensicherheit                                                       |        | SPD    |
| Bildung und Forschung                                                 | | Johanna Wanka (* 1951)                               |                                                                                         | CDU    | Stefan Müller Berufliche Bildung, Schlüsseltechnologien und Innovationsstrategien, Energie- und Klimaforschung |        | CSU    |
| Bildung und Forschung                                                 | Thomas Rachel Wissenschaftssystem, Hochschulen und Forschungsorganisationen, Lebenswissenschaften und Forschung für die Gesundheit, Europäische und internationale Zusammenarbeit und Haushalt | Johanna Wanka (* 1951)                               |                                                                                         | CDU    | CDU |        |        |
| Wirtschaftliche Zusammenarbeit und Entwicklung                        | | Gerd Müller (* 1955)                                 |                                                                                         | CSU    | Hans-Joachim Fuchtel |        | CDU    |
| Wirtschaftliche Zusammenarbeit und Entwicklung                        | Christian Schmidt bis 17. Februar 2014 Thomas Silberhorn ab 17. Februar 2014 | Gerd Müller (* 1955)                                 |                                                                                         | CSU    | CSU |        |        |
| Bundesminister für besondere Aufgaben und Chef des Bundeskanzleramtes | | Peter Altmaier (* 1958)                              |                                                                                         | CDU    | |        |        |

## Veränderungen
Am 14. Februar 2014 erklärte Hans-Peter Friedrich (CSU) im Zusammenhang mit dem Skandal um den Politiker Sebastian Edathy (SPD) aus seiner Zeit als Bundesinnenminister seinen Rücktritt vom Amt des Bundeslandwirtschaftsministers.
Sein Nachfolger als Bundeslandwirtschaftsminister wurde der bisherige Parlamentarische Staatssekretär beim Entwicklungsministerium Christian Schmidt (CSU), dessen Nachfolger als Parlamentarischer Staatssekretär beim Entwicklungshilfeministerium Thomas Silberhorn (CSU).
Am 27. Januar 2017 gab es eine größere Kabinettsumbildung: Frank-Walter Steinmeier trat von seinem Amt als Außenminister zurück, um am 12. Februar 2017 zum Bundespräsidenten gewählt werden zu können. Seinen Posten als Außenminister übernahm der bisherige Wirtschaftsminister Sigmar Gabriel; neue Wirtschaftsministerin wurde die bisherige Parlamentarische Staatssekretärin aus dem Ministerium und frühere Justizministerin Brigitte Zypries.
Am 2. Juni 2017 trat Manuela Schwesig von ihrem Amt als Bundesfamilienministerin zurück, um in Mecklenburg-Vorpommern das Amt der Ministerpräsidentin von Erwin Sellering zu übernehmen. Nachfolgerin wurde die bisherige Generalsekretärin der SPD, Katarina Barley.
Am 28. September 2017 schied Arbeitsministerin Andrea Nahles aus dem Kabinett aus, um im neugewählten Bundestag den Vorsitz der SPD-Bundestagsfraktion zu übernehmen; das Arbeitsministerium wurde für die verbleibende Amtszeit des Kabinetts kommissarisch ebenfalls von Katarina Barley übernommen.
In der konstituierenden Sitzung des 19. Deutschen Bundestags am 24. Oktober 2017 wurde Wolfgang Schäuble zum Bundestagspräsidenten gewählt. Er schied damit aus dem Amt des Bundesfinanzministers aus, das geschäftsführend von Peter Altmaier übernommen wurde. 
Alexander Dobrindt gab zeitgleich sein Amt als Bundesverkehrsminister auf, um sich auf seine Aufgaben als Vorsitzender der CSU-Landesgruppe und als Chef-Unterhändler der CSU (neben Horst Seehofer) in den Koalitionsverhandlungen zu konzentrieren. Seine Funktion übernahm vorübergehend Bundeslandwirtschaftsminister Christian Schmidt.

## Sonstiges
Laut einer Studie der Bertelsmann-Stiftung wurden 79 Prozent der 188 konkreten Vereinbarungen im Koalitionsvertrag von 2013 voll oder teilweise in die Tat umgesetzt.

## Fußnote
1. ↑  Weder Parlamentarische Staatssekretäre noch Staatsminister sind nach Art. 62 GG Teil der Bundesregierung.